# St. Georg (Bebra)

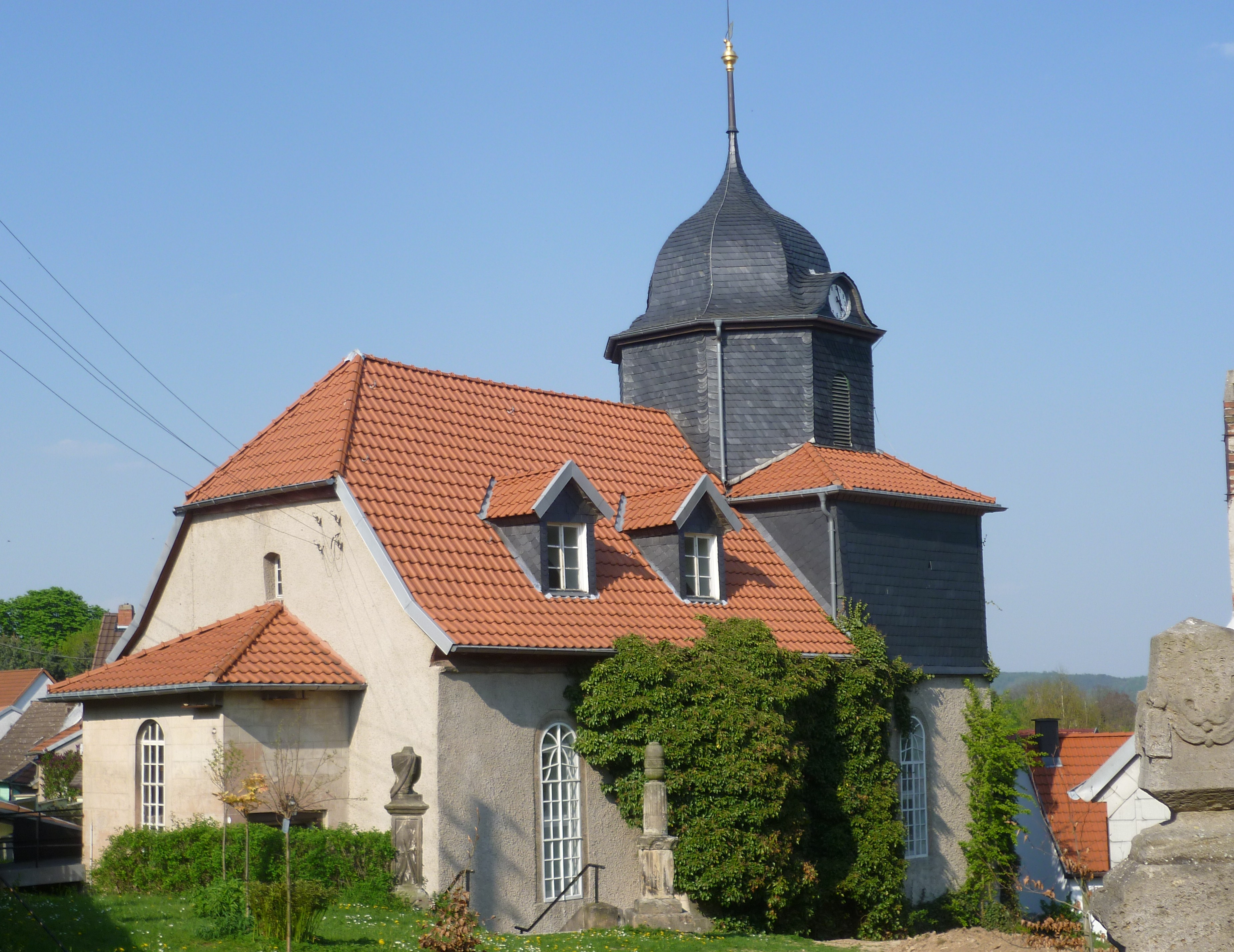
St. Georg

Die evangelische Pfarrkirche St. Georg steht im westlichen Stadtteil Bebra der Kreisstadt Sondershausen im Kyffhäuserkreis in Thüringen.

## Lage
Die Pfarrkirche befindet sich auf einer terrassenförmigen Anhöhe und ist von den Häusern des historischen Dorfkerns umgeben. Sie überragt die den Ort durchfließende Bebra.

## Geschichte
Ein Vorgängerbau wird urkundlich erstmals 1202 als Filialkirche von St. Petri (Jechaburg) erwähnt. Im Jahr 1696 war dieser so baufällig, dass 1700 ein Neubau errichtet wurde, möglicherweise unter Einbeziehung älterer Bestandteile (insbesondere Fundamente und Chor).
Der einsturzgefährdete Kirchturm wurde 1819 umfangreich saniert. So wurde der Chorturm im Erdgeschoss der Breite des Kirchenschiffs angeglichen, hierüber entstand ein Fachwerkaufbau. Das Langhaus wurde um eine auf drei Achsen erweitert, dabei wurden die Längswände durch Stützpfeiler verstärkt. Weiterhin wurde eine westliche Vorhalle errichtet.
Im letzten Drittel des 19. Jahrhunderts erfolgte eine Umgestaltung des bis dahin im barocken Zustand erhaltenen Innenraums. In den 1990er-Jahren wurde der Fachwerkaufbau mit Schiefer verkleidet und das Dach neu eingedeckt.

## Architektur
Es handelt sich um eine rechteckige Saalkirche. Das Dach ist im Westen als Krüppelwalm ausgebildet. Östlich erhebt sich über das Dachgeschoss ein im Osten und Süden verschieferter Fachwerkaufbau, darauf steht eine oktogonale, ebenfalls mit Schiefer verkleidete Schweifhaube. Das Langhaus zeigt einen Werksandsteinsockel, die Wände sind in Kalkbruchstein gemauert. Die südliche Fassade enthält drei, die nördliche zwei Rundbogenfenster.
Das Innere der Kirche wird von einer verputzten Flachtonne überwölbt. An drei Seiten befinden sich doppelte Emporen. Den Boden bilden große Platten aus Kalk- und Sandstein, die möglicherweise älter als die Kirche sind.

## Ausstattung
An der Ostwand steht unterhalb des Turmes ein hölzerner Kanzelaltar im Stil der Neorenaissance aus dem letzten Drittel des 19. Jahrhunderts, an dem sich wiederverwendete Teile eines ursprünglich barocken Altars finden. Aus derselben Zeit stammt das achteckige Taufbecken mit hölzerner Außensicht.

## Orgel
Die Orgel befindet sich auf der Empore der Westseite. Ein älteres Instrument, 1854 von Gottfried Knauf erbaut, wurde 1953 durch eine Orgel der Firma Laube aus Erfurt ersetzt.

## Glocken
Das Geläut besteht aus drei Eisenhartgussglocken, die in das Jahr 1918 datieren.